# Rives de la Seine à Paris
Ne doit pas être confondu avec Seine à Paris ou Parc Rives-de-Seine.
Sur les rives de la Seine à Paris peuvent être contemplés certains des plus célèbres monuments de la capitale de la France, de la tour Eiffel à Notre-Dame en passant par la place de la Concorde, mais également les ponts historiques qui les relient. Les deux rives sont inscrites sur la liste du patrimoine mondial de l'UNESCO depuis 1991. Le périmètre inscrit a été étendu en 2024 : depuis, il va du viaduc d'Austerlitz au pont de Bir-Hakeim et à l'île aux Cygnes, en incluant l'ensemble des monuments bordant la Seine, antérieurs au milieu du XXe siècle.

## Histoire
Les premiers quais sont construits au début du XIVe siècle. Le premier est le quai des Grands-Augustins, en 1312, tandis que le quai de la Mégisserie est construit en 1369.
Le Pont-Neuf est construit de 1578 à 1607. En 1753, la création de la place Louis-XV, actuelle place de la Concorde, est simultanée à celle des quais sur les deux rives. Les maisons qui se trouvaient juste au bord du fleuve sont détruites, malgré l'opposition de la population. L'espace ainsi dégagé permet l'édification des quais hauts. 15 ponts enjambaient la Seine en 1870. Les quais bas sont ensuite adaptés au trafic fluvial et les chemins de halage se développent. Les berges de la Seine sont le site des Expositions universelles organisées de 1855 à 1900 à Paris.
Au XXe siècle, la circulation routière s'étend aux berges. La première voie express fut construite sur la rive droite entre 1961 et 1967 (nommée en 1977 Voie Georges-Pompidou). Sur la rive opposée, une section plus courte, nommée Voie express rive gauche, d'une longueur de 2 km, est ouverte entre le quai Anatole-France et le quai Branly. Cette voie était le premier élément d'un projet de voie express Rive gauche abandonné en 1974 après l'élection du président Giscard-d'Estaing en raison de l'opposition d'associations de défense de l'environnement.
Plusieurs parties des quais de la berge basse de la Rive gauche sont ainsi restés ouverts aux piétons comme le quai Saint-Bernard et le quai de Conti.
La voie express rive gauche a été fermée à la circulation automobile le 28 janvier 2013, pour l'aménagement d'un espace destiné aux loisirs sous les noms de promenade Édouard-Glissant, promenade des Berges-de-la-Seine-André-Gorz, jardins de l'Archipel des Berges-de-Seine-Niki-de-Saint-Phalle et promenade Gisèle-Halimi,.
La partie de la voie Georges-Pompidou du port de l'Arsenal au tunnel des Tuileries est également fermée depuis l'été 2016 à la circulation motorisée et réservée à la promenade, aux loisirs et aux circulations actives. Ces deux sections fermées au trafic automobile ont été réunies sous le nom de Parc Rives-de-Seine inauguré le 2 avril 2017.
En 2024, les rives sont au cœur des Jeux olympiques et paralympiques, avec notamment les cérémonies d'ouverture qui ont lieu sur la Seine et la place de la Concorde, le Parc des Champions au Trocadéro, ainsi que des épreuves dans la Seine et sur les berges, sur la place de la Concorde, sur l'esplanade des Invalides, au Grand Palais, et au Champ-de-Mars.

## Les deux rives: arrondissements et monuments
La Seine s'écoulant vers l'Ouest en direction de son estuaire normand, elle divise la ville de Paris en deux parties distinctes : la rive droite et la rive gauche. Les deux appellations couvrent la totalité des arrondissements de Paris de chaque côté du fleuve. L'inscription au patrimoine mondial ne concerne cependant que les berges et les monuments qui y sont construits.
Les expressions « rive droite » et « rive gauche » désignent aussi, plus qu'un lieu géographique, un « mode de vie » : la rive droite est ainsi réputée plus sophistiquée et conservatrice, et la rive gauche plus artistique et bohème.

### Rive gauche, partie sud
Les arrondissements suivants bordent la rive gauche (partie sud de la ville) : 13e, 5e, 6e, 7e, 15e (l'île aux Cygnes appartient au 15e arrondissement). Le 14e est sur la rive gauche mais ne borde pas la Seine.
Sur cette rive sont visibles le quartier de Paris Rive Gauche, la Bibliothèque nationale de France, la Cité de la mode et du design, la gare d'Austerlitz, le Jardin des plantes, le campus de Jussieu, l'Institut du monde arabe, l'Hôtel de la Monnaie, l'Institut de France, le musée d'Orsay (ancienne gare d'Orsay rénovée pour devenir un musée), le palais Bourbon, le ministère des Affaires étrangères, l'Hôtel des Invalides, le Musée du quai Branly, la Tour Eiffel, le Front-de-Seine, le parc André-Citroën.

### Rive droite, partie nord
Les arrondissements suivants bordent la rive droite (partie nord de la ville) : 12e, 4e, 1er, 8e, 16e (l'île Saint-Louis et l'île de la Cité appartiennent aux 4e et 1er arrondissements). Les 2e, 3e, 9e, 10e, 11e, 17e, 18e, 19e, et 20e arrondissements sont sur la rive droite mais ne bordent pas la Seine).

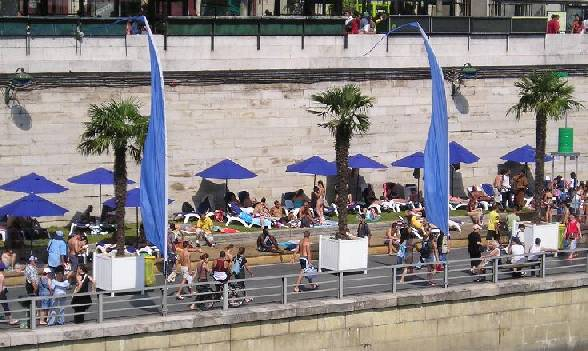
Paris Plages.

Sur cette rive sont visibles le parc de Bercy, le Palais omnisports de Paris-Bercy, le Ministère des Finances, la Gare de Lyon, l'Institut médico-légal, la Préfecture de Paris, l'Hôtel de ville de Paris, le jardin Federico-García-Lorca, les deux théâtres de la place du Châtelet, la Samaritaine, le Palais du Louvre, le jardin des Tuileries, la place de la Concorde, le Petit et le Grand Palais, le Palais de Tokyo, le Palais de Chaillot, la Maison de Radio France.
Chaque année depuis 2002, entre juillet et août, la rive droite reçoit des palmiers sur une longueur de 3,5 km près de l'hôtel de ville pour le projet estival Paris Plages. Depuis l'été 2016, cette partie des quais bas dans le centre est fermée en permanence à la circulation motorisée.

## Végétation sur les rives de la Seine à Paris
Les arbres qui ont été plantés sur les berges sont principalement des platanes, des peupliers d'Italie, des trembles et quelques saules.

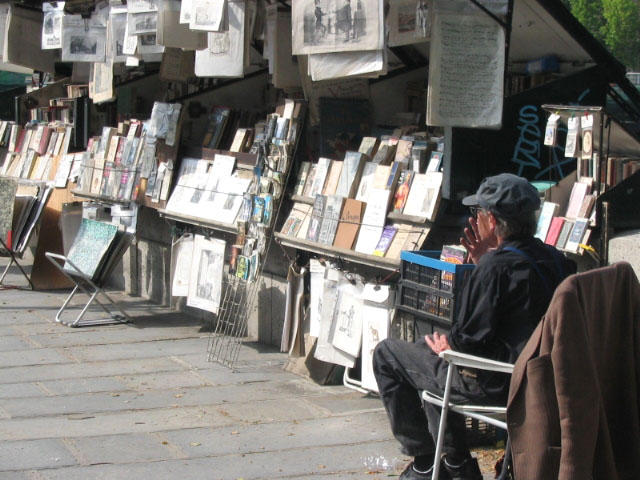
Un bouquiniste.

## Les bouquinistes
Les bouquinistes sont devenus partie intégrante des berges de la Seine à Paris. Les premiers sont apparus sur le quai Voltaire en 1891. Leurs petites baraques vertes offrant principalement des livres rares ou anciens sont parmi les lieux les plus photographiés de la ville. Chaque bouquiniste est autorisé à utiliser 8,2 m de parapet. Ils sont au nombre de 245.

## Territoire protégé par l'UNESCO
Le périmètre inscrit en 1991 sur la liste du patrimoine mondial de l'UNESCO correspond à la portion de la Seine comprise entre le pont de Sully et le pont d'Iéna (et jusqu'au pont de Bir-Hakeim pour la rive gauche),,. Couvrant 365 hectares, il inclut ainsi 23 des 37 ponts de Paris sur la Seine et les îles Saint-Louis et de la Cité dans leur intégralité. L'extension de 2024 permet d'inclure la Seine jusqu'au viaduc d'Austerlitz, en amont, et en aval les deux rives jusqu'au pont de Bir-Hakeim, ainsi que l'île aux Cygnes. Entre les deux, l'extension permet désormais d'inclure dans le périmètre l'ensemble des bâtiments donnant sur le fleuve, pour couvrir ainsi 531 ha. De plus une zone tampon de 3 194 ha a été rajoutée ; elle correspond entre autres au mur des Fermiers généraux, s'étendant au nord jusqu'au versant sud de la butte Montmartre et au bassin de la Villette, à l'est à la place de la Nation et au pont de Bercy, au sud à la place Denfert-Rochereau et à la place d'Italie, et à l'ouest à la porte Dauphine et au pont Mirabeau.
Les éléments remarquables intégrés sont : 
- 26 ponts dont :
  - Pont de la Tournelle
  - Pont au Double
  - Pont au Change
  - Pont Neuf
  - Pont des Arts
  - Pont de la Concorde
  - Pont Alexandre-III
  - Passerelle Debilly
  - Pont d'Iéna
  - Pont de Bir-Hakeim
- L'île Saint-Louis
  - Hôtel Lambert
  - Hôtel de Lauzun
  - Église Saint-Louis
- L'île de la Cité
  - Mémorial des martyrs de la déportation
  - Cathédrale Notre-Dame
  - Hôtel-Dieu
  - Préfecture de Police
  - Marché aux Fleurs
  - Tribunal de Commerce
  - Palais de Justice
  - Sainte-Chapelle
  - Conciergerie
  - Place Dauphine
- L'île aux Cygnes (dont la réplique de la statue de la Liberté)
- Rive droite
  - Pavillon de l'Arsenal
  - Hôtel de Sens
  - Hôtel d'Aumont
  - Mémorial de la Shoah
  - Église Saint-Gervais-Saint-Protais
  - Caserne Napoléon, caserne Lobau
  - Hôtel de Ville
  - Bazar de l'Hôtel de Ville
  - Tour Saint-Jacques
  - Place du Châtelet, Théâtre de la Ville, Théâtre du Châtelet
  - La Samaritaine
  - Église Saint-Germain-l'Auxerrois
  - Palais du Louvre, jardin des Tuileries
  - Rue de Rivoli
  - Hôtel Saint-Florentin
  - Place de la Concorde, obélisque de Louxor, hôtel de la Marine, hôtel de Coislin, hôtel de Crillon
  - Place de la Madeleine, église de la Madeleine
  - Bas de l'avenue des Champs-Élysées, jardins des Champs-Élysées, Petit Palais, Grand Palais, théâtre du Rond-Point, théâtre Marigny
  - Flamme de la Liberté
  - Palais de Tokyo
  - Palais d'Iéna
  - Palais de Chaillot, jardins du Trocadéro, Aquarium de Paris
- Rive gauche
  - Gare d'Austerlitz
  - Muséum national d'histoire naturelle (site du Jardin des Plantes)
  - Hôtel de Miramion
  - Hôtel de la Bûcherie
  - Église Saint-Julien-le-Pauvre, square René-Viviani
  - Place Saint-Michel, fontaine Saint-Michel
  - Monnaie de Paris
  - Collège des Quatre-Nation abritant l'Institut de France
  - École des Beaux-Arts
  - Hôtel de Belle-Isle
  - Ancienne gare d'Orsay
  - Hôtel de Salm
  - Hôtel Beauharnais
  - Palais Bourbon, hôtel de Lassay
  - Hôtel du ministre des Affaires étrangères, hôtel de Monaco
  - Esplanade des Invalides, hôtel des Invalides
  - Église américaine de Paris
  - Palais de l'Alma
  - Champs-de-Mars, tour Eiffel, École militaire

La délimitation exclut les monuments plus modernes, ou à vocation industrielle et marchande ou de service comme : l'Institut médico-légal, le port de l'Arsenal, le campus Pierre-et-Marie-Curie, l'Institut du monde arabe, la cathédrale de la Sainte-Trinité, le musée du Quai Branly - Jacques-Chirac.

Paris, rives de la Seine. Limites en 1991 et en 2024, zone tampon de 2024.